# بازده مطلق
بازدهِ مطلق بازدهی که یک دارایی، در طول یک زمان مشخص بدست می‌آورد. این واحد اندازه‌گیری که به صورت درصد نشان داده می‌شود، افزایش یا کاهش ارزش یک دارایی مثل سهام یا صندوق سرمایه‌گذاری مشترک را در یک دوره زمانی نشان می‌دهد. بازدهی مطلق با بازدهی نسبی تفاوت دارد، چرا که بازدهی نسبی به بازدهی یک دارایی توجه داشته و آن را با هیچ واحد اندازه‌گیری دیگری مقایسه نمی‌کند. صندوق‌های بازدهی مطلق به دنبال کسب بازدهی مثبت در شرایطی که بازار رو به بالا یا پایین باشد، هستند ولی صندوق‌های پیرو شاخص بدنبال غلبه بر شاخصی هستند، که به دنبالش می‌باشند.